# Epania shikokensis
Epania shikokensis är en skalbaggsart. Epania shikokensis ingår i släktet Epania och familjen långhorningar.

## Underarter
Arten delas in i följande underarter:
- E. s. shikokensis
- E. s. maruokai